# Louise Ritterová
Louise Dorothy Ritterová (* 18. února 1958, Dallas, Texas) je bývalá americká atletka, která se na letních olympijských hrách 1988 v jihokorejském Soulu stala vítězkou disciplíny skok do výšky výkonem 203 cm. Má také bronzovou medaili z prvního mistrovství světa v atletice, které se konalo v roce 1983 v Helsinkách.
Jejím prvním velkým úspěchem byla zlatá medaile z Panamerických her v roce 1979, které pořádalo Portoriko ve své metropoli San Juanu. Reprezentovala již na letních olympijských hrách 1984 v Los Angeles, kde skončila ve finále osmá. Na osmém místě se rovněž umístila ve finále druhého světového šampionátu v Římě v roce 1987.

## Osobní rekordy
Dvoumetrovou hranici a vyšší zdolala pod širým nebem celkově 7krát.
- hala – 198 cm – 12. března 1983, Nagoja
- venku – 203 cm – 8. července 1988, Austin

## Domácí tituly
- skok do výšky (hala) – (5x – 1979, 1980, 1983, 1988, 1989)
- skok do výšky (venku) – (4x – 1978, 1983, 1985, 1986)